# أحمد مخيمر
أحمد مخيمر هو شاعر غنائي مصري.

## حياته
ولد عام 1914 وتوفى عام 1978، وقد عاش 64 عاما، من أعماله «شعر القاهرة».
هو شاعر معاصر ولد بمحافظة الشرقية، وتخرج في دار العلوم وتدرج في المناصب حتى أصبح رئيسًا للجنة القراءة في الهيئة العامة للكتاب.

## أهم أعماله
- ديوان «الغابة المنسية»
- ديوان «في ظلال القمر»
- ديوان «أسماء الله»

كان شاعرا متميزا بين كوكبة الشعراء التي التمعت أسماؤها في ختام ثلاثينيات القرن الماضي، وكان عضوا بارزا في جماعة أبوللو الشعرية، والتي تعد واحدة من أكبر حركات التجديد في الشعر العربي الحديث،
وكان من نجوم هذه الجماعة إبراهيم ناجي، علي محمود طه، محمود حسن إسماعيل، محمود أبو الوفا، أحمد فتحي طاهر، وغيرهم. ولكن كان من بين كل هؤلاء الشاعر أحمد مخيمر، أكثرهم ميلا ً من حيث الطبع والنزوع الفلسفي والفكر والتأمل، مما سيجعله يتجه إلى كتابه (لزوميات مخيمر) على نهج لزوميات أبي العلاء المعري.

## ملحمة الروح القدس
ألف الشاعر أحمد مخيمر ملحمة شعرية طويلة بعنوان (الروح القدس)، تبلغ 5150 بيتاً من الشعر (خمسة آلاف ومائة وخمسين بيتا).
هذهِ الملحمة الشعرية الفريدة تجمع بين الروح والوطن والقومية والإنسان، ويتدفق وجدان الشاعر بأنغام هذا العالم الشعري، الذي يؤكد فيه الشاعر من خلاله انتماءه لوطنه وإنسانيته وحرصه على أن يكون صوتا ً في قافلة التقدم والتنوير، وأن يرد عن وطنه العربى كل ألوان الغدر والاستعباد، داعيا أن يكون الإنسان في مستوى اللحظة والموقف والوجود، وأن تتماسك صفوف الأمة العربية، من خلال عمل موحد، وألا تيأس مهما تراكمت الأحزان، وادلهمت الظلمات وأوشك الناس أن يفقدوا إيمانهم بالغد.
في ملحمة (الروح القدس) يطلب جبريل من الحضرة العلية أن يأذن لهُ بالهبوط إلى الأرض في صورة بشرية ليعيش بين الناس ويحيا بواسطة مشاعرهم وأفكارهم ويوجههم إلى القيم والمثل العليا.
لقد ظل طويلا ً يهبط إلى الرسل بالرسالات التي يبلغوها للبشر، أما الآن فهو يريد أن يهبط إلى الأرض،
وأن يبلغ الناس مباشرة، وأن يوضح لهم طريق الصواب.
وسرعان ما تمضي أحداث الملحمة، لقد استجابت الحضرة العلية لرغبة جبريل، الذي تحول إلى روح عارمة تدفع الشعب إلى الإيمان العميق بقوتهِ وبقدرتهِ على النضال من أجل مستقبله، والثقة الكاملة في النصر على أعدائهِ وتتصاعد الأحداث في الملحمة وصولا إلى توهج النضال من أجل تحرير فلسطين وتدعيم كفاح الفدائيين.
أما اللغة الشعرية التي أبدع بها مخيمر ملحمتهِ فيقول صديق عمره ورفيقه في الحياة الشاعر عبد العليم عيسى في تقديم لها: شعر أحمد مخيمر يمتاز بإحكام النسج وجمال التصوير وانتقاء اللفظ الدال المعبر بأمانة عن شعورهِ وإحساسهِ، يساعد هذا ملكة فنية، وملكة لغوية، واستعداد فطرى متميز، لكنه قد بلغ الذروة في شعره في الطبيعة.

## الشاعر أحمد مخيمر يناجي رمضان
أنت في الدهر غرة وعلى الأرض سلام وفي السماء دعاء
وتسبي ليلة القدر عندهم فرحة العمر تدانت على سناها السماء
في انتظار لنورها كل ليل يتمنى الهدى ويدعو الرجاء
وتعيش الأرواح في فلق الأشواق حتى يباح فيها اللقاء
فإذا الكون فرحة تغمر الخلق إليه تبتل الأتقياء
وإذا الأرض في سلام وأمن وإذا الفجر نشوة وصفاء
وكأني أرى الملائكة الأبرار فيها وحولها الأنبياء
نزلوا فوقها من الملأ الأعلى فأين الشقاء والأشقياء؟

## وفي الوطن يترنم فيقول
وطـني وصبـاي وأحلامي ** وطـني وهــواي وأيــامــي
ورضــا أمـي وحـنان أبـي ** وخطـا ولـدي عنـد اللعــب
يـخــطــو بـرجــاءٍ بسـام ** وطـني وصـباي وأحـلامي
هـتف التاريـخ به فـصحَـا ** ومضى وثبًا ومشى مرحًا
حـمـلت يــده شعـل النصر ** وبـدا غــده أمـل الدهــر
في ظل النخل على الوادي ** أصـغـيـت لـقـصـة أجـدادي
لمعـانـيـها هتـف الـحب ** ولـمـاضيهـا خـفـق القلب
بـدم الأحـرار سـأرويـــه ** وبمـاضي الـعـزم سـأبـنـيه
وأشـيـده وطــنًا نـضـرًا ** وأقـدمـه لابـنـي حــرًا
فيصــون حمــاه ويفديه ** بــعــزيمـةٍ لـيثٍ هـجـامِ

## مسرحيته الشعرية عفراء
مسرحيته عفراء تصور المأساة العاطفية للشاعر العذري عروة بن حزام ومحبوبته عفراء، وهي المسرحية التي لم تنشر حتى الآن، بالرغم من أنها (كما يقول شاعرها) مثلت في عقد الأربعينات باستديو سيد بدير، وشاركت فيها الفنانتان الكبيرتان أمينة رزق وسميحة أيوب والفنان القدير صلاح منصور، فضلا عن أنها تمثل إنجازا متميزا في مجال المسرح الشعري يتابع به صاحبه ما قدمه الشاعران الرائدان: أحمد شوقي وعزيز أباظة، ولم يكن غيرهما في الساحة عندما كتب أحمد مخيمر مسرحيته عفراء.